# Syberia
Syberia - L'avventura di Kate Walker, conosciuto più semplicemente con il nome di Syberia, è un videogioco di tipo avventura grafica a tema steampunk di grande successo internazionale prodotto dalla Microïds e realizzato da Benoît Sokal, pubblicato nel 2002.
Si tratta della seconda collaborazione fra il fumettista belga e la Microïds; le due parti avevano infatti lavorato insieme già per Amerzone, pubblicato nel 1999 (a cui Syberia fa diverse volte riferimento). Syberia ha avuto un grande successo di pubblico e di critica, vincendo diversi premi tra cui quello di miglior gioco dell'anno secondo la rivista GameSpy. Sulla scia di questo successo, la Microïds ha in seguito ripubblicato Syberia come videogioco per DVD.
Il videogioco ha avuto tre seguiti: Syberia II (2004), Syberia III (2017) e Syberia: The World Before (2022). In Italia e Spagna è pubblicato anche dalla FX Interactive, in edizione Oro, che include sia il gioco originale che il sequel Syberia II.

## Trama
Kate Walker è una giovane e promettente avvocatessa di New York, la cui professione le consente di fare una bella vita agiata, ed è fidanzata con un ragazzo di nome Dan; la sua vita sembra scorrere come quella di tante altre donne in carriera. Un giorno, il capo dello studio legale in cui lavora la manda in un paesino delle Alpi francesi di nome Valadilène per concludere una trattativa d'affari; Kate si reca tranquillamente sul posto, convinta che l'affare da sbrigare sia una cosa di breve durata: ella infatti rappresenta una grande azienda produttrice di giocattoli che intende acquistare la Fabbrica Voralberg, una piccola impresa locale travolta dai debiti da sempre specializzata nella fabbricazione di automi ad orologeria di altissima qualità, e poiché c'è già l'accordo sul prezzo e su tutti i dettagli del contratto, in sostanza Kate Walker deve solo far firmare l'accordo ad Anna Voralberg, la proprietaria della fabbrica.

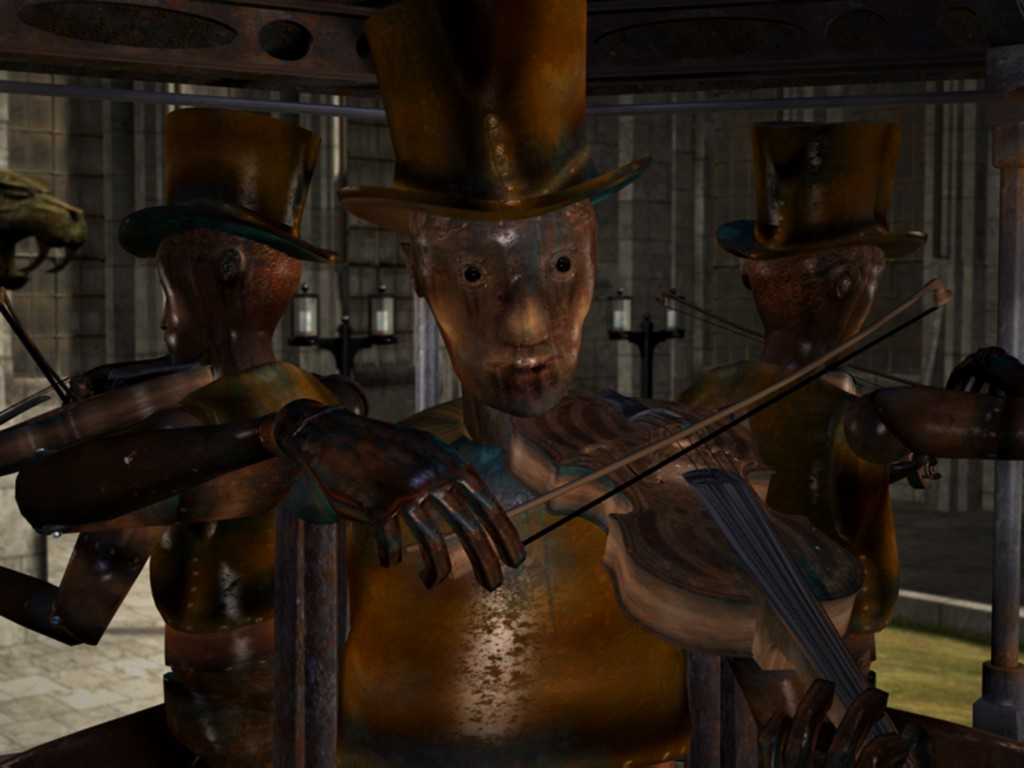
Automi della Fabbrica Voralberg.

Il giorno prima dell'arrivo di Kate a Valadilène, Anna Voralberg muore però a 86 anni senza eredi (sulla sua tomba è indicato "2002" come anno di morte, che quindi è anche l'anno in cui è ambientata la storia, dato che inizia con il suo funerale). La cosa non sembra preoccupare più di tanto Kate perché è convinta che il notaio di Anna possa provvedere alla cessione della fabbrica, in quanto non sembrano esistere eredi legittimi, ma improvvisamente legge una lettera di Anna indirizzata al notaio e scritta negli ultimi giorni di vita e si viene a sapere che il fratello minore della defunta proprietaria, Hans Voralberg, settantanovenne creduto da tutti morto da più di 60 anni è invece vivo e vegeto in qualche parte nel mondo, e la sua morte è stata inscenata dal padre dei due fratelli perché non sopportava l'idea di avere un figlio che preferiva viaggiare studiando storia e paleontologia piuttosto che occuparsi della fabbrica di famiglia; di conseguenza, Hans Voralberg è il legittimo erede universale di tutti i beni della sorella e quindi il notaio non può provvedere alla vendita della fabbrica senza l'esplicito permesso di Hans. Kate è dunque costretta a prolungare a tempo indeterminato la sua permanenza in Francia per rintracciare Hans Voralberg e raggiungerlo; nel farlo, attraverserà tutta l'Europa fino alle remote regioni della Siberia. Durante questo tragitto sarà aiutata dai ricordi di Anna e Hans e da un simpatico automa di nome Oscar che ha giaciuto per anni in stato di totale abbandono nella fabbrica in attesa di essere completato, e che la stessa Kate ha provveduto a terminare. Con l'aiuto di Oscar, Kate parte alla ricerca di Hans a bordo di un treno a orologeria che la porterà in ognuno (eccetto la prima visita ad Aralbad) dei luoghi del gioco.
Durante il viaggio Kate parla con molte persone che hanno conosciuto Hans, e da questi dialoghi la ragazza comincia ad essere sempre più incuriosita dal ritratto che emerge dell'idiot savant che pur essendo considerato da tutti uno stupido non mancava mai, quando era piccolo, di stupire tutta Valadilène con le sue creazioni meccaniche, lo stesso uomo che all'università dimostrava di essere un genio di paleontologia senza riuscire mai a superare neanche l'esame più semplice. Il viaggio inizia a Barrockstadt, un'università in via di fallimento: lì, mentre cerca di riportarla in auge, Kate viene a sapere di una misteriosa tribù, gli Youkol, che viveva insieme ai mammuth e risiede sull'isola titolare di Syberia (da qui il titolo del gioco, e ispirata alla reale isola di Wrangel in Siberia, ultimo posto sulla Terra dove sopravvissero i mammuth). In seguito Kate raggiunge Komkolzgrad, un polveroso complesso minerario industriale di epoca comunista gestito dall'eccentrico Serguei Borodine. Scoprendo che Serguei ha rubato le mani di Oscar per il suo lavoro di organista automa, Kate accetta di aiutarlo a riportare al complesso Helena Romanski, una cantante d'opera in declino di cui Serguei è ossessionato, perché canti per lui.
Aiutando un pilota collaudatore ubriaco di nome Boris a riparare una delle invenzioni di Hans, una macchina volante, Kate ottiene la sua assistenza nella gestione di un dirigibile che porta alle terme di Aralbad: lì, trova Helena, ma vedendo come sia rimasta amareggiata nel credere di essere troppo vecchia, Kate la spinge ad aiutarla a riprendersi. Fatto ciò, le due tornano al complesso minerario ed Helena si esibisce di fronte a Borodine, ma questi la imprigiona, desideroso di tenerla con sè come sua cantante personale; Kate reagisce salvando Helena, recuperando le mani di Oscar e fuggendo in treno con loro, e sebbene Serguei tenti di fermarli, Kate lo elimina usando la dinamite e prosegue il suo viaggio. Tornati ad Aralbad, Kate ritrova Hans, felice di avergli portato il treno e Oscar; mostrando poca preoccupazione per la morte della sorella, Hans firma i documenti di cessione della fabbrica senza neanche leggerli. Soddisfatta, Kate raggiunge l'aereo che la riporterà a New York, ma poi cambia subito idea e si precipita a raggiungere Hans sul treno, offrendosi di aiutarlo a realizzare il suo sogno e abbandonando il lavoro e Dan.

## Caratteristiche tecniche
Il gioco ha ricevuto parecchi apprezzamenti per le migliorie apportate al genere delle avventure grafiche, rispetto ai titoli precedenti.

### Grafica
I fondali 2D sono disegnati da Sokal (già realizzatore di quelli di Amerzone), caratterizzando in modo realistico e preciso il diverso stile architettonico di ogni regione od area.
Sono stati ben curati i particolari e l'interazione con l'ambiente: ad esempio, quando un oggetto trovato per terra viene selezionato con il mouse per raccoglierlo, non lo si vede sparire immediatamente senza che Kate si muova (come succedeva in molti altri giochi del periodo), ma la si vede chinarsi per raggiungerlo, prenderlo e conservarlo nel giaccone che indossa.

### Sonoro
L'audio del gioco è sincronizzato con i movimenti dei personaggi (anche i passi) e con gli avvenimenti grafici. I rumori ambientali e di sottofondo, così come la colonna sonora, non sono standardizzati ma variano a seconda del luogo e rappresentano ciò che realmente si trova in scena (un esempio di questo è il canto degli uccelli, diverso per ogni tipo).
Le musiche sono di Nick Varley e Dimitri Bodiansky.

### Interfaccia
Nel precedente Amerzone l'interfaccia era punta e clicca in prima persona con schermate fisse in cui si poteva muovere la visuale liberamente. Qui invece l'autore ha scelto di cambiare radicalmente mettendo un'interfaccia in terza persona in cui si controllano direttamente i movimenti della protagonista Kate, mentre l'inquadratura è fissa. Il cursore cambia colore od aspetto quando è possibile cambiare schermata o in prossimità di un oggetto su cui interagire.
L'inventario si richiama col tasto destro ed è costruito in modo da separare gli oggetti raccolti dai documenti e le lettere trovate; dall'inventario si può accedere anche al menu di gioco, che consente di salvare, caricare, modificare le opzioni e così via.
I dialoghi sono anche sottotitolati, e il giocatore può scegliere di quale argomento parlare con gli altri personaggi selezionandolo da un menu a forma di block-notes che li elenca: il giocatore seleziona l'argomento di interesse e il dialogo comincia, e se perde delle informazioni del dialogo può riascoltarlo perché gli argomenti non scompaiono dal menù, per cui ogni dialogo può essere ripetuto; tutti i dialoghi, così come le animazioni, si possono saltare velocemente con il tasto destro del mouse.

## Personaggi principali (in ordine d'apparizione)
- Kate Walker: è la protagonista del gioco e il personaggio comandato dal giocatore, tramite lei il giocatore esplora le location del gioco ed apprende la vita e le avventure di Hans Voralberg. Durante il viaggio Kate cambia profondamente e questo la porta a litigare telefonicamente con il fidanzato (un collega di nome Dan), e la sua amica del cuore Olivia, la quale ne approfitta per fare breccia nel cuore del ragazzo solo e vulnerabile. Questo contribuisce a plasmare il carattere di questo personaggio, il suo cambiamento si completa nel finale quando decide di abbandonare una promettente carriera di avvocato per seguire ed aiutare Hans Voralberg nel viaggio verso "Syberia".
- Anna Voralberg †: Kate assiste al suo funerale nel filmato introduttivo, ma grazie ai suoi scritti e ai suoi ricordi, riesce a costruire un'immagine del fratello Hans: di fatto Kate prenderà il suo posto nel viaggio che la stessa Anna ha organizzato.
- Momo: è un bambino con dei problemi di socializzazione e adattamento che aiuta molto Kate nella prima parte della vicenda.
- Oscar: è l'automa macchinista completato da Kate che l'assiste e la conduce con il suo treno nel suo viaggio, il personaggio è caratterizzato da un modo di ragionare estremamente "meccanico", durante il gioco è più volte fonte di importanti suggerimenti e aiuti, ma l'ossessione che ha per la preservazione dei suoi delicati ingranaggi lo confina sempre nella locomotiva del treno, in cui ha l'ambiente ideale, e per questo fornisce raramente un aiuto materiale alla protagonista.
- Rettori dell'università: sono tre i capi dell'università di Barrockstadt; Kate avrà bisogno del loro aiuto economico per poter lasciare la città.
- Capostazione di Barrockstadt: è l'uomo che cura la stazione-voliera ed il relativo giardino, ed è piuttosto indisponente. Coltiva segretamente insieme ai rettori una pianta rarissima che usano per produrre un forte e pregiato vino.
- Cornelius Pons: è il paleontologo dell'università.
- Sergueï Borodine (Сергей Бородин, ISS: Sergej Borodin) †: è il custode della parte mineraria di Komkolzgrad. Ossessionato dalla cantante Helena Romanski, costringe Kate ad andare ad Aralbad per portare la diva da lui tenendo in ostaggio le mani del macchinista Oscar, ma si rivelerà un pazzo. Probabilmente muore a seguito dell'esplosione della miniera di cui è custode.
- Boris Tcharov (Борис Шаров, ISS: Boris Šarov): è il custode del cosmodromo in disuso vicino all'industria mineraria. Si presenta come un ubriacone, sempre in contrasto con Sergueï. Egli partirà a bordo di un'ala volante, per poi ricomparire in Syberia II.
- James: è l'automa che si occupa di Helena, per molti versi è simile ad Oscar (difatti l'ideatore è sempre Hans). Ha le sembianze di una sedia a rotelle intelligente.
- Helena Romanski (Елена Романская, ISS: Elena Romanskaja): cantante d'opera in pensione, vive nel complesso termale di Aralbad, Kate è costretta ad andare a prenderla per convincerla ad esibirsi per Borodine, suo grande ammiratore, in seguito alla fuga rocambolesca da Komkolzgrad viene riportata in treno da Kate e Oscar al suo centro termale.
- Hans Voralberg: è il deus ex machina della vicenda, compare dal vivo solo negli ultimi minuti del gioco, ma è presente nel corso di tutta l'avventura nei ricordi e nei cilindri registrati che Kate ascolta durante il gioco, è lui che incuriosisce Kate a tal punto da convincerla a proseguire un viaggio inverosimile nel tentativo di rintracciarlo, e alla fine la colpisce a tal punto da indurla a mollare le sue certezze di New York per inseguire un'avventura come una bambina sognatrice.

## Luoghi
- Valadilène: è il paese da cui prende il via l'avventura, un piccolo paese delle Alpi francesi caratterizzato da un'architettura molto rustica, in stile Art Nouveau. Valadilène è il classico piccolo paese di periferia, dove tutti si conoscono, la maggior parte della popolazione lavora per la Fabbrica Voralberg, che traina tutta l'economia cittadina, in seguito alla crisi dell'azienda anche la città risente di un calo economico.
- Barrockstadt: è la prima tappa del viaggio di Kate e Oscar. La città, situata in un Paese germanofono, è famosa per la sua prestigiosissima università e per la stazione-voliera di cui tutti sono molto fieri; inoltre i rettori dell'università coltivano segretamente in combutta con il capostazione delle rarissime piante che producono un vino pregiato. Per poter proseguire oltre questa città è necessario oltrepassare un muro di cinta (somigliante al Vallo di Adriano) sorvegliato dal capitano Malatesta.
- Komkolzgrad (Комсомольск, ISS: Komsomol'sk): è una città industriale russa tra i Monti Urali[senza fonte], abbandonata dopo il crollo dell'Unione Sovietica, in cui era presente una grande industria di estrazione mineraria ed un cosmodromo; l'intero complesso è in mano a Sergueï Borodine e Boris Tcharov, che guidarono le attività della miniera negli anni di maggior successo, ora degradati al semplice rango di custodi. In realtà la miniera e il cosmodromo sono le uniche parti di Komkolzgrad che vediamo nel gioco, mentre il resto del paese non si vede. La miniera viene distrutta quando Kate Walker, con della dinamite, fa cadere uno degli automi giganti della stazione sopra il complesso minerario, uccidendo probabilmente Borodine.
- Aralbad (Аралабад: ISS Aralabad): è il centro termale vicino ad una costa del lago d'Aral (o un luogo simile a cui s'ispira), battuta da venti che trascinano sabbia, sale e ghiaccio. Ad Aralbad si trova il Grand Hôtel Kronsky (nella grafica del gioco Больщой Отель Кронскы, ISS: Bol'ščoj Otel' Kronsky ma più correttamente Большой отель Кронский ISS: Bol'šoj otel' Kronskij) il luogo dove si ritira nei suoi ultimi giorni la cantante russa Helena Romanski.

## Collegamenti con altre opere
Il gioco è ambientato nello stesso universo della precedente avventura di Sokal, infatti Amerzone viene citato negli scenari della stazione di Barrockstadt:
- Nell'università Kate arriverà a trovare anche il diario di Alexandre Valembois, protagonista del precedente gioco, e le sarà utile per risolvere un enigma.
- I rettori dell'università amano particolarmente un vino proveniente dal paese di Amerzone, luogo in cui è ambientato il precedente gioco.
- Uno degli uccelli che abitano la stazione-voliera di Barrockstadt e che viene spesso ricordato soprattutto per le sue strane abitudini con le uova degli altri uccelli è il cuculo di Amerzone.

## Doppiaggio

### Edizione italiana
L'edizione italiana dei primi due capitoli della serie è stata curata da Jinglebell Communication, e le voci italiane sono rimaste pressappoco le stesse anche in Syberia II.
| Personaggio                    | Voce italiana       | Voce francese                         |
| ------------------------------ | ------------------- | ------------------------------------- |
| Kate Walker                    | Stefania Patruno    | Françoise Cadol                       |
| Oscar                          | Luca Sandri         | Hubert Drac                           |
| Anna Voralberg                 | Emanuela Pacotto    | Claire Guyot                          |
| Hans Voralberg                 | Giorgio Melazzi     |                                       |
| Locandiere                     | Giorgio Melazzi     |                                       |
| 1° rettore                     | Giorgio Melazzi     |                                       |
| Hans Voralberg (da giovane)    | Cinzia Massironi    | Jackie Berger                         |
| Olivia                         | Cinzia Massironi    | Céline Monsarrat                      |
| Momo                           | Luca Bottale        | Emmanuel Garijo                       |
| Studente in biblioteca         | Luca Bottale        | Emmanuel Garijo                       |
| Sergueï Borodine               | Silvano Piccardi    |                                       |
| James                          | Silvano Piccardi    |                                       |
| Marson                         | Gianni Gaude        | Hubert Drac                           |
| Capitano Malatesta             | Gianni Gaude        | Hubert Drac                           |
| Dan                            | Claudio Moneta      | Cédric Dumond                         |
| Studente fuori dall'università | Claudio Moneta      | Cédric Dumond                         |
| Barman di Parigi               | Claudio Moneta      | Cédric Dumond                         |
| Madre di Kate                  | Donatella Fanfani   | Marie Vincent                         |
| Barcaiola                      | Donatella Fanfani   |                                       |
| Notaio                         | Antonio Paiola      | Michel Barbey                         |
| Anziano di Valadilène          | Antonio Paiola      |                                       |
| Capostazione                   | Riccardo Rovatti    | Michel Barbey                         |
| Professor Cornelius Pons       | Riccardo Rovatti    |                                       |
| Uomo in piscina                | Riccardo Rovatti    |                                       |
| Barcaiolo                      | Marco Balzarotti    |                                       |
| 3° rettore                     | Marco Balzarotti    | Stéphane Godin                        |
| Boris                          | Marco Balzarotti    | Stéphane Godin                        |
| 2° rettore                     | Riccardo Lombardo   | Jean-Louis Faure                      |
| Félix Smetana                  | Riccardo Lombardo   | Jean-Louis Faure                      |
| Helena Romanski                | Annamaria Mantovani | Danièle Hazan Caroline Daparo (canto) |

### Edizioni straniere

#### Edizione francese
Kate Walker è stata doppiata da Françoise Cadol; gli altri personaggi sono stati doppiati da: Luc Gentil, Caroline Daparo, Danielle Hazan, Marie Vincent, Claire Guyot, Céline Monsarrant, Cédric Dumond, Manu Garijo, Marc Moro, Christian Fisher-Naudin, Hubert Drac (Oscar), Nick Mead, Michel Barbey, Jackie Berger, Stephanie Gordin e Jean-Louis Faure.

#### Edizione inglese
Kate Walker è stata doppiata da Shannon Mann.

## Accoglienza
La rivista Play Generation lo classificò come il titolo punta e clicca più stuzzicante tra quelli disponibili su PlayStation 2.

## Sequel
Nel 2004 è stato pubblicato un seguito dal titolo Syberia II che ha riscosso altrettanto successo di critica e pubblico, le due avventure grafiche sono considerate dagli esperti non come due giochi della stessa saga ma piuttosto come due capitoli dello stesso gioco (nonostante prima dell'uscita di Syberia la Microïds non avesse idea che ne avrebbe prodotto un seguito); questo perché Syberia II riprende l'avventura esattamente nel punto in cui si era interrotta nel gioco precedente, continuandone la storia e approfondendo tutto ciò che era presente nel primo capitolo. I due giochi sono completamente indipendenti dal punto di vista della risoluzione: si può giocare a Syberia II senza aver mai visto Syberia ma per comprendere appieno la trama e i risvolti metaforici e psicologici del gioco è fermamente consigliato giocarle entrambe.
Nel 2006 viene pubblicata una edizione oro da collezione contenente Syberia e Syberia II in un unico DVD, uscita in edicola il 25 novembre dello stesso anno col quotidiano La Gazzetta dello Sport e SportWeek. Entrambi i giochi sono anche presenti nella Benoît Sokal Collection, dove è presente anche Amerzone.
Quattordici anni dopo l'uscita di Syberia, e dodici dopo Syberia II, Syberia III esce il 20 aprile 2017 in Europa e il 25 aprile dello stesso anno in Nord America. Cinque anni dopo, esce il quarto capitolo, Syberia: The World Before.